# Saint-Germain-au-Mont-d'Or
Saint-Germain-au-Mont-d'Or és un municipi francès, situat a la metròpoli de Lió i a la regió de Alvèrnia - Roine-Alps. L'any 2007 tenia 2.555 habitants.

## Demografia

### Població
El 2007 la població de fet de Saint-Germain-au-Mont-d'Or era de 2.555 persones. Hi havia 983 famílies de les quals 250 eren unipersonals (123 homes vivint sols i 127 dones vivint soles), 272 parelles sense fills, 352 parelles amb fills i 109 famílies monoparentals amb fills.
La població ha evolucionat segons el següent gràfic:
Habitants censats

### Habitatges
El 2007 hi havia 1.052 habitatges, 991 eren l'habitatge principal de la família, 21 eren segones residències i 40 estaven desocupats. 600 eren cases i 446 eren apartaments. Dels 991 habitatges principals, 556 estaven ocupats pels seus propietaris, 427 estaven llogats i ocupats pels llogaters i 8 estaven cedits a títol gratuït; 13 tenien una cambra, 65 en tenien dues, 229 en tenien tres, 278 en tenien quatre i 407 en tenien cinc o més. 651 habitatges disposaven pel capbaix d'una plaça de pàrquing. A 444 habitatges hi havia un automòbil i a 448 n'hi havia dos o més.

### Piràmide de població
La piràmide de població per edats i sexe el 2009 era:
| Homes | Edats   | Dones |
| ----- | ------- | ----- |
| 0     | 95 o +  | 4     |
| 0     | 90 a 94 | 5     |
| 10    | 85 a 89 | 13    |
| 9     | 80 a 84 | 11    |
| 23    | 75 a 79 | 26    |
| 21    | 70 a 74 | 40    |
| 53    | 65 a 69 | 58    |
| 54    | 60 a 64 | 50    |
| 62    | 55 a 59 | 65    |
| 102   | 50 a 54 | 63    |
| 91    | 45 a 49 | 111   |
| 132   | 40 a 44 | 94    |
| 88    | 35 a 39 | 98    |
| 85    | 30 a 34 | 71    |
| 68    | 25 a 29 | 56    |
| 70    | 20 a 24 | 69    |
| 82    | 15 a 19 | 101   |
| 95    | 10 a 14 | 122   |
| 81    | 5 a 9   | 84    |
| 54    | 0 a 4   | 67    |

## Economia
El 2007 la població en edat de treballar era de 1.672 persones, 1.267 eren actives i 405 eren inactives. De les 1.267 persones actives 1.165 estaven ocupades (586 homes i 579 dones) i 102 estaven aturades (54 homes i 48 dones). De les 405 persones inactives 138 estaven jubilades, 162 estaven estudiant i 105 estaven classificades com a «altres inactius».

### Ingressos
El 2009 a Saint-Germain-au-Mont-d'Or hi havia 1.079 unitats fiscals que integraven 2.793,5 persones, la mediana anual d'ingressos fiscals per persona era de 21.390 €.

### Activitats econòmiques
Dels 94 establiments que hi havia el 2007, 1 era d'una empresa extractiva, 3 d'empreses alimentàries, 1 d'una empresa de fabricació de material elèctric, 6 d'empreses de fabricació d'altres productes industrials, 18 d'empreses de construcció, 12 d'empreses de comerç i reparació d'automòbils, 5 d'empreses de transport, 4 d'empreses d'hostatgeria i restauració, 4 d'empreses d'informació i comunicació, 6 d'empreses financeres, 2 d'empreses immobiliàries, 18 d'empreses de serveis, 11 d'entitats de l'administració pública i 3 d'empreses classificades com a «altres activitats de serveis».
Dels 30 establiments de servei als particulars que hi havia el 2009, 1 era una oficina de correu, 2 tallers de reparació d'automòbils i de material agrícola, 1 autoescola, 6 paletes, 4 guixaires pintors, 3 fusteries, 3 lampisteries, 1 electricista, 3 perruqueries, 1 veterinari, 4 restaurants i 1 agència immobiliària.
Dels 2 establiments comercials que hi havia el 2009, 1 era una fleca i 1 una perfumeria.
L'any 2000 a Saint-Germain-au-Mont-d'Or hi havia 3 explotacions agrícoles.

## Equipaments sanitaris i escolars
L'únic equipament sanitari que hi havia el 2009 era una farmàcia.
El 2009 hi havia 1 escola maternal i 1 escola elemental.

## Poblacions més properes
El següent diagrama mostra les poblacions més properes.